# Pictilabrus laticlavius
Pictilabrus laticlavius är en fiskart som först beskrevs av Richardson, 1840.  Pictilabrus laticlavius ingår i släktet Pictilabrus och familjen läppfiskar. IUCN kategoriserar arten globalt som livskraftig. Inga underarter finns listade i Catalogue of Life.